# Tenuirostritermes
Tenuirostritermes är ett släkte av termiter. Tenuirostritermes ingår i familjen Termitidae.
Kladogram enligt Catalogue of Life:
| Tenuirostritermes | \| \| Tenuirostritermes briciae \| \| \| \| \| \| Tenuirostritermes cinereus \| \| \| \| \| \| Tenuirostritermes incisus \| \| \| \| \| \| Tenuirostritermes tenuirostris \| \| \| \| |
|                   | \| \| Tenuirostritermes briciae \| \| \| \| \| \| Tenuirostritermes cinereus \| \| \| \| \| \| Tenuirostritermes incisus \| \| \| \| \| \| Tenuirostritermes tenuirostris \| \| \| \| |
|                   | Amitermes |
|                   | |
|                   | Anoplotermes |
|                   | |
|                   | Cahuallitermes |
|                   | |
|                   | Gnathamitermes |
|                   | |
|                   | Hoplotermes |
|                   | |
|                   | Microcerotermes |
|                   | |
|                   | Nasutitermes |
|                   | |
|                   | Termes |
|                   | |
|                   | Tenuirostritermes briciae |
|                   | |
|                   | Tenuirostritermes cinereus |
|                   | |
|                   | Tenuirostritermes incisus |
|                   | |
|                   | Tenuirostritermes tenuirostris |
|                   | |

|  | Tenuirostritermes briciae      |
|  |                                |
|  | Tenuirostritermes cinereus     |
|  |                                |
|  | Tenuirostritermes incisus      |
|  |                                |
|  | Tenuirostritermes tenuirostris |
|  |                                |